# ジョン・ニュージェント (第5代ウェストミーズ伯爵)
第5代ウェストミーズ伯爵ジョン・ニュージェント（英語: John Nugent, 5th Earl of Westmeath、1671年 – 1754年7月3日）は、アイルランド王国出身の貴族、軍人。

## 生涯
デルヴィン卿クリストファー・ニュージェント（1680年以前没、第2代ウェストミーズ伯爵リチャード・ニュージェントの息子）とメアリー・バトラー（Mary Butler、1641年頃 – 1737年3月28日、リチャード・バトラーの娘）の息子として、1671年に生まれた。
乗馬衛兵隊、ついで竜騎兵連隊に従軍して、1690年のボイン川の戦いに参戦したが、1691年のリメリック包囲戦で降伏した。その後、ジェームズ2世に従ってフランスに向かい、1698年2月にドミニク・シェルドンの騎兵連隊に入隊した。スペイン継承戦争では1701年のキアーリの戦い、1702年のクレモナの戦いとルッザーラの戦いに参戦した後、1704年にフランドル方面軍に移り、1705年4月5日に大尉に昇進した。続いてフランス軍の一員として1706年のラミイの戦い、1708年のアウデナールデの戦い、1709年のマルプラケの戦い、1712年のドゥナの戦い、ドゥエー包囲戦、ル・ケスノワ包囲戦に参戦、1713年はドイツを、1714年はマース川下流を転戦した。1720年1月3日に少佐に昇進した。
ポーランド継承戦争では1733年のケール包囲戦、1734年のフィリップスブルク包囲戦、1735年のクラウゼンの戦いに参戦、1736年5月23日に中佐に昇進した。1740年1月1日に准将に昇進した後、オーストリア継承戦争に参戦、1741年にメイユボワ元帥の部下としてヴェストファーレンで戦い、1742年にボヘミアの前線で、1743年にノアイユ元帥の部下として戦い、1744年5月2日に陸軍少将（maréchal de camp）に昇進した。その後、1748年6月に軍務から引退した。
1752年6月30日に兄トマスが死去すると、ウェストミーズ伯爵位を継承した。
1754年7月3日、オーストリア領ネーデルラントのニヴェルで死去、長男トマスが爵位を継承した。

## 家族
1711年1月7日、マルゲリータ・モルツァ（Marguerite Molza、1776年1月18日没、カルロ・モルツァ伯爵の娘）と結婚、5男2女をもうけた。
- ジェームズ（1711年10月30日洗礼 – 1712年7月9日埋葬）
- ジョン・クリストファー（1713年5月16日洗礼 – ?） - 早世
- トマス（1714年 – 1792年） - 第6代ウェストミーズ伯爵
- エドワード - 早世
- リチャード - 早世
- マリー・シャルロット（Marie Charlotte） - 早世
- フランソワーズ・クリスティーヌ（Françoise Christine）